# 大友親盛
大友 親盛（おおとも ちかもり）は、安土桃山時代から江戸時代前期にかけての武将。大友氏の家臣。田原氏庶流の武蔵田原家の当主で田原 親盛を称す。

## 生涯
永禄10年（1567年）、豊後国の戦国大名大友義鎮（宗麟）の三男として誕生。
天正8年（1580年）に洗礼を受けキリシタンとなる、洗礼名はパンタレアン。大友氏の有力家臣で叔父である田原親賢が養子の親虎を廃嫡し武蔵田原家の後継者が不在となると、天正9年（1581年）、親賢の婿養子となり、名を田原親盛と改め、妙見嶽城に入城する。
父宗麟は子の中でも親盛を最も信頼したとされ、島津氏との戦いである豊薩合戦においては、主に妙見嶽城を拠点に、秋月氏・島津両氏と内通した豊前国の国人衆の反乱への対処に奔走し、天正14年（1587年）12月の戸次川の戦いでは先陣を務めた。また、府内を脱出した兄義統やキリスト教宣教師らを妙見嶽城に保護している。
天正20年（1592年）の文禄の役にも参陣したが、兄義統の敵前逃亡を咎められたため、文禄2年（1593年）に大友氏が改易され、細川忠興に2000石で仕え（後に1000石加増）、名も松野半斎と改めた。
兄・大友義統の庶子・正照を養子として育てた。
寛永20年（1643年）、死去。